# Giovanni Bonini
Giovanni Bonini (ur. 5 września 1986 w Borgo Maggiore) – sanmaryński piłkarz występujący na pozycji obrońcy lub pomocnika w FC Domagnano, reprezentant San Marino w latach 2006–2020.

## Kariera klubowa
Grę w piłkę nożną rozpoczął w akademii San Marino Calcio. W sezonie 2005/06 został włączony do składu pierwszej drużyny, rywalizującej na poziomie Serie C1 i zaliczył jeden ligowy występ. Na początku 2006 roku przeniósł się na półroczne wypożyczenie do AC Cattolica Calcio, dla której rozegrał 13 ligowych spotkań w Serie D. Latem 2006 roku rozwiązał swój kontrakt z San Marino Calcio i wraz z kolegą klubowym Manuelem Maranim przeniósł się do AC Dozzese (Eccellenza Emilia-Romagna). W klubie tym spędził 3 lata z przerwą na półroczne wypożyczenie do Realu Misano (Eccellenza Emilia-Romagna) w lipcu 2007 roku. W rundzie jesiennej sezonu 2009/10 występował w SP Cailungo, drugą część rozgrywek spędził jako gracz Tropicalu Coriano (Promozione Emilia-Romagna).
W połowie 2010 roku Bonini został zawodnikiem SP Tre Penne. Latem 2011 roku zadebiutował w europejskich pucharach w dwumeczu z FK Rad (0:6, 1:3) w kwalifikacjach Ligi Europy UEFA. W sezonie 2011/12 wywalczył z SP Tre Penne pierwsze w historii klubu mistrzostwo San Marino, pokonując w finale play-off 1:0 AC Libertas. W kolejnym sezonie obronił ze swoim zespołem tytuł mistrzowski, ponownie po zwycięstwie nad AC Libertas (0:0, 5:3 w serii rzutów karnych). We wrześniu 2013 roku zdobył Superpuchar San Marino, po pokonaniu 2:1 SP La Fiorita. W sezonie 2015/16 wywalczył trzecie w karierze mistrzostwo kraju, natomiast rok później wygrał Puchar San Marino, w obu przypadkach pokonując w meczu finałowym SP La Fiorita. W trakcie gry dla SP Tre Penne Bonini, dzięki zezwalającym na to przepisom FSGC, występował jednocześnie w amatorskich zespołach z niższych klas rozgrywkowych Włoch, kolejno: PD Fontanelle (Promozione Emilia-Romagna), ASD Verucchio (Promozione Emilia-Romagna), Tre Esse Saludecio (Prima Categoria Emilia-Romagna), Torconca Cattolica (Eccellenza Emilia-Romagna, spadek w sezonie 2014/15) oraz US Pietracuta (Prima Categoria Emilia-Romagna, awans do Promozione w sezonie 2016/17).
W sezonie 2017/18 Bonini był graczem AC Libertas, dla którego rozegrał 18 spotkań w Campionato Sammarinese. W lipcu 2018 roku został zawodnikiem ASD Riccione 1929. W sezonie 2018/19 wystąpił z tym klubem w fazie play-off o awans do Promozione Emilia-Romagna, zakończonej odpadnięciem w pierwszej rundzie. Latem 2019 roku przeniósł się do SP Tre Fiori. We wrześniu tegoż roku zdobył z tym zespołem Superpuchar San Marino, pokonując 2:1 SP Tre Penne. W lutym 2021 roku Bonini został piłkarzem FC Domagnano, dla którego rozegrał 9 spotkań i zdobył 1 bramkę. Przed sezonem 2021/22 przeszedł do mistrza kraju – SS Folgore/Falciano, gdzie zaliczył 12 ligowych występów i dotarł do finału Pucharu San Marino. W sierpniu 2022 roku powrócił do FC Domagnano.

## Kariera reprezentacyjna
W latach 2002–2003 Bonini był powoływany do reprezentacji San Marino U-17. Zadebiutował w niej 4 marca 2002 w wygranym 2:1 spotkaniu przeciwko Andorze U-17 w eliminacjach Mistrzostw Europy 2003. W latach 2004–2005 zaliczył 5 występów w kadrze U-19. W latach 2005–2008 rozegrał 12 meczów w reprezentacji U-21.
16 sierpnia 2006 zadebiutował w seniorskiej reprezentacji San Marino w towarzyskim meczu z Albanią w Serravalle (0:3). Pojawił się na boisku w 46. minucie, zastępując Matteo Bugliego. 6 września tego samego roku zagrał w przegranym 0:13 spotkaniu z Niemcami w eliminacjach Mistrzostw Europy 2008, co jest najwyższą porażką reprezentacji San Marino oraz jednocześnie najwyższą przegraną w meczach o punkty w strefie UEFA. 15 listopada 2014 wystąpił w zremisowanym 0:0 spotkaniu przeciwko Estonii w eliminacjach Mistrzostw Europy 2016. San Marino zdobyło tym samym pierwszy w historii punkt w kwalifikacjach mistrzostw Europy i przerwało serię 61 porażek z rzędu.

## Sukcesy
SP Tre Penne
- mistrzostwo San Marino: 2011/12, 2012/13, 2015/16
- Puchar San Marino: 2016/17
- Superpuchar San Marino: 2013

SP Tre Fiori
- Superpuchar San Marino: 2019